# Hurricane (Grace Jones)
Hurricane è il decimo album di Grace Jones. Pubblicato nel 2008, è il primo album con materiale inedito dopo diciannove anni.
Nel 1997 la Jones intraprende una collaborazione con il musicista britannico Tricky per la realizzazione di un album dal titolo Force of Nature, che avrebbe dovuto essere pubblicato nel 1998. In seguito ai dissapori intercorsi tra i due artisti durante la realizzazione, l'album non vide mai la luce ma fu pubblicato soltanto un singolo dal titolo Hurricane (Cradle to the Grave) che tuttavia ricevette una distribuzione limitata in un promo White label, con due remix ad opera di DJ Emily. La canzone verrà ripresa e rimaneggiata dalla Jones dieci anni dopo durante le sessioni dell'album che lo ispira anche nel titolo. Un altro brano delle sessions, Clandestine affair, che riciclava il ritornello dal suo brano inedito del 1993 Volunteer, è apparsa in un bootleg nel 2004 ma non viene inserita nell'album.
Dopo un lungo periodo di pausa, ritorna sulle scene con un album che riscuote un buon successo di critica.. Dopo una serie di progetti naufragati la Jones giurò che non avrebbe mai più inciso un album ma l'incontro con il produttore Ivor Guest le fece cambiare idea. I due si incontrarono ad una festa e iniziarono a collaborare alla stesura dei brani. L'album dallo stile autobiografico è un concept dalla forte matrice politica, critico nei confronti delle corporazioni economiche. La cantante riprende lo stile reggae che aveva caratterizzato i suoi lavori più celebri, richiamando anche gli stessi arrangiatori e produttori, Antony Genn, Bruce Woolley, Sly and Robbie, Wally Badarou, Barry Reynolds, Mikey Chung, e Uziah "Sticky" Thompson e con i contributi di Tricky e Brian Eno. Dall'album furono estratti quattro singoli: Corporate Cannibal, una critica feroce al Capitalismo e alle sue corporazioni e fu acclamato dalla critica, Williams' Blood, che descrive il rapporto della cantante con la sua famiglia, in particolare con la madre, moglie di un predicatore battista, ed il suo rapporto con quest'ultimo e le rigide regole religiose ricevute da bambina, il contrasto della sua educazione con la sua immagine pubblica e sulla fede in generale, Well Well Well e Love You to Life, ispirato alla storia di un suo ex amante caduto in coma che, al risveglio, pronunciò come prima parola il nome della cantante. Il singolo, inizialmente previsto per il 30 marzo 2009, fu pubblicato solamente nel maggio del 2010.
L'album è stato pubblicato su etichetta Wall of Sound il 3 novembre 2008. Prima dell'uscita dell'album, la Jones si è esibita al Meltdown Festival organizzato dai Massive Attack a Londra il 19 giugno 2008, dove ha eseguito quattro nuove canzoni dall'album e ha presentato in anteprima il video musicale di Corporate Cannibal, realizzato dall'artista Nick Hooker. Il disco è stato ulteriormente promosso dal The Hurricane Tour, terzo tour ufficiale della cantante, ed ha conseguito il disco d'oro per le centomila copie vendute.
Nel 2011 viene pubblicata una versione remix dell'album dal titolo Hurricane Dub.

## Tracce
1. This Is – 5:35
2. Williams' Blood – 5:57
3. Corporate Cannibal – 5:54
4. I'm Crying (Mother's Tears) – 4:31
5. Well Well Well – 3:51
6. Hurricane – 6:33
7. Love You to Life – 5:20
8. Sunset Sunrise – 5:11
9. Devil in my Life – 5:48